# Curcuma viridiflora
Curcuma viridiflora là một loài thực vật có hoa trong họ Gừng. Loài này được William Roxburgh mô tả khoa học đầu tiên năm 1810. Tên gọi địa phương tại Java là tinggang (chia sẻ cùng C. colorata, C. purpurascens), giri, giring.

## Phân bố
Loài này có ở Indonesia (Sumatra, Sulawesi, quần đảo Sunda Nhỏ, Java, Bali, Kalimantan), Thái Lan và Trung Quốc (Sách đỏ Trung Quốc 2013). Môi trường sống là rừng, ở cao độ 138–750 m. Do được gieo trồng rộng rãi nên phân bố tự nhiên là không chắc chắn.

## Mô tả
Cây thảo thân rễ, cao tới 1,5 m hoặc hơn. Thân hành hình nón, thân rễ mập, lớn theo chiều ngang và chiều dọc, bò lan, hơi uốn cong hình lưỡi liềm. Các nhánh mập và dày dặc, phần lớn thuôn dài và cong lưỡi liềm. Tất cả với vỏ màu vàng, ruột màu da cam xỉn, các phần non màu vàng hay vàng nhạt. Các củ rễ hình trứng-hình thoi, đỉnh tù, tới 5 × 2,5 cm, vỏ trong màu vàng kim, phần còn lại máu xám tro nhạt, trên các sợi rễ rất dài, tới 16 cm. 
Ở cây non với 5 lá hình elip, đáy tù gần như thuôn tròn và cuống lá ngắn 3,5–6 cm. Các rìa rộng của bẹ với các thùy bẹ thò ra ở mỗi bên tới 5 mm của gốc cuống lá, mặt trong của cuống lá tụ lại tạo thành chữ V. Rìa bẹ lá và lưỡi bẹ có lông rất mịn hoặc cứng. Lá ~40-60 x 14–18 cm. Ở cây già với 7 lá thì lá hình elip rộng tới hình elip-hình mác, đáy nhọn hơn, cuống lá dài 10–32 cm. Lưỡi bẹ ít thò ra ở bên của gốc cuống lá. Đỉnh lưỡi bẹ có lông rung thô. Lá ~26-39 x 12–16 cm. Lá màu xanh lục sẫm, gân không màu, bề mặt có lông ngắn và thưa khi non. 
Cuống cụm hoa dài tới 17 cm, có lông rất mịn. Có 2 lá bắc vô sinh nhưng không có lá có cuống ở gốc cành hoa. Cành hoa bông thóc 17 × 8–10 cm. Lá bắc sinh sản ~40, màu lục nhạt, hình trứng hẹp, 4-6 × 3 cm, túi rộng 1,7–2 cm. Sáu lá bắc phía dưới dài hơn rộng, đỉnh nhọn và cong xuống nhiều hơn. Lá bắc mào ~9-15, dài và nhọn hơn lá bắc hoa, dài 6-7,5 × 2 cm, có mấu nhọn, màu trắng tuyết có hoặc không có đốm nâu rời rạc ở đỉnh, một phần có sọc xanh lục. Hoa dài tới 4,5 cm, không thò ra ngoài lá bắc. Lá bắc con tới 2,6 × 1,6 cm.
Đài hoa dài 0,9–1 cm. Ống tràng hoa dài 1,7 cm, họng 1,4 × 3 cm, cánh hoa 1,1 × 1,1 cm, cánh lưng 1,4 cm. Cánh môi với thùy giữa hình bán nguyệt rộng 8 mm, thò ra 3 mm, chẻ vói các thùy con thuôn tròn. Cánh môi thuôn dài theo chiều ngang, hẹp tại đáy, kích thước 1,6 × 1,8 cm, tại gốc rộng 1,3 cm, thùy giữa rộng không thò ra nhưng chia tách với các thùy bên ngắn và rộng bằng vết nhăn; vuốt dài 2 mm. Nhị lép hình elip, thuôn tròn rộng, 1,4 × 0,9 cm, hơi cuốn trong, với vết nhăn sâu. Chỉ nhị 0,4 × 0,4 cm. Bao phấn lớn với các cựa dài rộng, cong và tỏa rộng, hơi ngắn hơn ngăn bao phấn. Lưỡi mô liên kết ngắn. Nhụy lép dài 5 mm. Màu hoa là kem nhạt, dải giữa và thùy cánh môi màu vàng kim với sọc nhỏ màu nâu trên cả hai mặt của dải giữa. Cánh hoa màu hồng nhạt, đặc biệt tại đỉnh, khi trong nụ hơi sẫm hơn.